# Аксабад (Хомейн)
Аксабад (перс. عكس اباد) — село в Ірані, у дегестані Ашна-Хвор, у Центральному бахші, шагрестані Хомейн остану Марказі. За даними перепису 2006 року, його населення становило 175 осіб, що проживали у складі 47 сімей.

## Клімат
Середня річна температура становить 10,23 °C, середня максимальна – 28,69 °C, а середня мінімальна – -11,64 °C. Середня річна кількість опадів – 229 мм.
| Клімат поселення                              | Клімат поселення | Клімат поселення | Клімат поселення | Клімат поселення | Клімат поселення | Клімат поселення | Клімат поселення | Клімат поселення | Клімат поселення | Клімат поселення | Клімат поселення | Клімат поселення | Клімат поселення |
| Показник                                      | Січ.             | Лют.             | Бер.             | Квіт.            | Трав.            | Черв.            | Лип.             | Серп.            | Вер.             | Жовт.            | Лист.            | Груд.            |                  |
| Середній максимум, °C                         | 4,83             | 6,75             | 10,51            | 17,23            | 22,56            | 27,54            | 28,69            | 28,46            | 23,86            | 17,86            | 11,39            | 6,12             |                  |
| Середня температура, °C                       | −3,4             | −1,49            | 2,26             | 8,99             | 14,33            | 19,31            | 23,08            | 22,85            | 18,26            | 12,23            | 5,77             | 0,50             |                  |
| Середній мінімум, °C                          | −11,64           | −9,72            | −5,96            | 0,76             | 6,09             | 11,07            | 17,47            | 17,23            | 12,64            | 6,63             | 0,17             | −5,1             |                  |
| Норма опадів, мм                              | 36               | 36               | 43               | 30               | 20               | 3                | 2                | 1                | 1                | 6                | 21               | 30               |                  |
| Середньомісячна швидкість вітру, м/с          | 1.24             | 1.82             | 2.42             | 2.64             | 2.33             | 2.30             | 2.09             | 2.11             | 1.99             | 1.90             | 1.54             | 1.22             |                  |
| Середньомісячна сонячна радіація, кДж/м²·день | 10152            | 13201            | 15691            | 18783            | 22715            | 26693            | 25706            | 24331            | 21701            | 16321            | 11626            | 9619             |                  |
| --------------------------------------------- | ---------------- | ---------------- | ---------------- | ---------------- | ---------------- | ---------------- | ---------------- | ---------------- | ---------------- | ---------------- | ---------------- | ---------------- | ---------------- |
| Джерело:                                      |                  |                  |                  |                  |                  |                  |                  |                  |                  |                  |                  |                  |                  |